# Parti démocratique sénégalais
Le Parti démocratique sénégalais (PDS) est un parti politique sénégalais, généralement considéré comme d’inspiration libérale, fondé en 1974 par l’avocat Abdoulaye Wade. Il est membre du Réseau libéral africain et de l’Internationale libérale.

## Histoire
En 1974, Léopold Sédar Senghor, dirigeant de l’Union progressiste sénégalaise (UPS) et président de la République depuis l’indépendance en 1960, décide en effet d’instaurer le multipartisme au Sénégal. Il avait longtemps résisté à cette idée expliquant qu’un pays en voie de développement avait plus besoin d’unité que de divisions. Échaudé par le bipartisme, Senghor a d’abord, en 1966, préféré absorber  dans un nouveau parti, le  Parti socialiste sénégalais (PS), son rival de toujours, le Parti du regroupement africain-Sénégal (PRA-S). Ce parti, interdit jusque-là, était celui de son ancien Premier ministre et opposant, Mamadou Dia, emprisonné à partir de 1962 pour tentative de coup d’État, puis gracié en 1974. Le multipartisme voulu par le président Senghor en 1974 est d’abord timide, se limitant à autoriser quatre formations politiques, dont le PDS dirigé par Abdoulaye Wade (qui fut l’avocat de Dia).
Le successeur du président Senghor, Abdou Diouf, ancien Premier ministre, instaure, lui, en 1981 le multipartisme intégral, donnant l’occasion à plus de 70 partis politiques de s’enregistrer.
Lors de l'élection présidentielle de 2019, Abdoulaye Wade souhaite imposer la candidature de son fils Karim. Mais ce dernier, condamné pour enrichissement illicite et détournement de fonds au Sénégal vit en exil au Qatar et n'est pas autorisé à se présenter. Abdoulaye Wade décide alors d'appeler au boycott de l'élection. Cet appel est peu suivi.
Avec les deux principaux décisionnaires du parti en exil, Abdoulaye en France et Karim au Qatar, les responsables du PDS au Sénégal peinent à trouver leur place et le parti est localement secoué par plusieurs crises et départs.
Pour les élections locales de 2022, le PDS fait dans un premier temps alliance avec entre autres le Pastef d'Ousmane Sonko, Taxawu Senegaal de Khalifa Sall, And-Jëf, Bokk Gis Gis au sein de la coalition Yewwi Askaan Wi. Mais les Wade décident en septembre 2021 de quitter cette coalition pour en créer une nouvelle. Cette décision est expliquée par le PDS par des désaccords avec le Pastef. En octobre, la coalition Wallu Sénégal nait. Elle comprend le PDS et les partis And-Jëf et Bokk Gis Gis, soit les trois partis qui formaient déjà la Coalition gagnante Wattu Senegaal présente aux dernières élections législatives en 2017. Se rajoutent le Congrès de la renaissance démocratique, une coalition de 8 partis, et la coalition JOTNA, formée de 17 partis,. Ces élections locales sont un échec pour le PDS qui n'arrive pas à s'imposer et se trouve marginalisé alors que dans le même temps, l'opposition menée par Ousmane Sonko et Khalifa Sall s'impose dans des villes importantes.
Lors de l'élection présidentielle de 2024, Karim Wade est de nouveau le candidat du PDS mais sa candidature est refusée par le Conseil constitutionnel car il possède, au moment du dépôt de candidature, la double nationalité franco-sénégalaise ce qui est interdit par la constitution. L'élection et le déplacement de sa date par le président Macky Sall donne lieu à une crise politique. Le 22 mars, deux jours avant l'élection, Karim Wade et le PDS appellent à voter pour Bassirou Diomaye Faye et dénoncent le « coup d'État électoral » organisé par Amadou Ba, le candidat du parti au pouvoir.
En vue des élections législatives anticipées de 2024, le parti rejoint la coalition Takku Wallu Sénégal notamment composée de l'Alliance pour la République, le parti de l'ancien président Macky Sall.

## Échéances électorales

### Présidentielles
| Année | Candidat       | 1er tour                                             | 1er tour                                             |                                                      | 2e tour                                              | 2e tour                                              | Résultat                                             |
| Année | Candidat       | Voix                                                 | %                                                    | Rang                                                 | Voix                                                 | %                                                    | Résultat                                             |
| ----- | -------------- | ---------------------------------------------------- | ---------------------------------------------------- | ---------------------------------------------------- | ---------------------------------------------------- | ---------------------------------------------------- | ---------------------------------------------------- |
| 1978  | Abdoulaye Wade | 174 817                                              | 17,38 %                                              | 2e                                                   |                                                      |                                                      | Éliminé                                              |
| 1983  | Abdoulaye Wade | 161 067                                              | 14,79 %                                              | 2e                                                   | Éliminé                                              |                                                      |                                                      |
| 1988  | Abdoulaye Wade | 291 869                                              | 25,80 %                                              | 2e                                                   | Éliminé                                              |                                                      |                                                      |
| 1993  | Abdoulaye Wade | 415 295                                              | 32,03 %                                              | 2e                                                   | Éliminé                                              |                                                      |                                                      |
| 2000  | Abdoulaye Wade | 518 740                                              | 31,00 %                                              | 2e                                                   | 969 332                                              | 58,10 %                                              | Élu                                                  |
| 2007  | Abdoulaye Wade | 1 914 403                                            | 55,90 %                                              | 1er                                                  |                                                      |                                                      | Élu                                                  |
| 2012  | Abdoulaye Wade | 942 327                                              | 34,81 %                                              | 1er                                                  | 992 556                                              | 34,20 %                                              | Perdu                                                |
| 2019  | Karim Wade     | Candidature invalidée par le Conseil constitutionnel | Candidature invalidée par le Conseil constitutionnel | Candidature invalidée par le Conseil constitutionnel | Candidature invalidée par le Conseil constitutionnel | Candidature invalidée par le Conseil constitutionnel | Candidature invalidée par le Conseil constitutionnel |
| 2024  | Karim Wade     | Candidature invalidée par le Conseil constitutionnel | Candidature invalidée par le Conseil constitutionnel | Candidature invalidée par le Conseil constitutionnel | Candidature invalidée par le Conseil constitutionnel | Candidature invalidée par le Conseil constitutionnel | Candidature invalidée par le Conseil constitutionnel |

### Législatives
| Année | Candidat       | Parti                         | Voix      | %       | Rang | Sièges    |
| ----- | -------------- | ----------------------------- | --------- | ------- | ---- | --------- |
| 1978  | Abdoulaye Wade | PDS                           | 172 948   | 17,88   | 2e   | 17 / 100  |
| 1983  | Abdoulaye Wade | PDS                           | 150 785   | 13,97 % | 2e   | 8 / 120   |
| 1988  | Abdoulaye Wade | PDS                           | 275 552   | 24,74 % | 2e   | 17 / 120  |
| 1993  | Abdoulaye Wade | PDS                           | 321 585   | 30,21 % | 2e   | 27 / 120  |
| 1998  | Abdoulaye Wade | PDS                           | 233 287   | 19,20 % | 2e   | 23 / 140  |
| 2001  | Abdoulaye Wade | Coalition Sopi                | 931 617   | 49,60 % | 1er  | 89 / 120  |
| 2007  | Macky Sall     | Coalition Sopi                | 1 190 609 | 69,21 % | 1er  | 131 / 150 |
| 2012  | Abdoulaye Wade | PDS                           | 298 846   | 15,23 % | 2e   | 12 / 150  |
| 2017  | Abdoulaye Wade | Coalition Wattu Sénégal       | 552 095   | 16,67 % | 2e   | 19 / 165  |
| 2022  | Abdoulaye Wade | Coalition Wallu Sénégal       | 471 517   | 14,46 % | 3e   | 24 / 165  |
| 2024  | Macky Sall     | Coalition Takku Wallu Sénégal | 531 466   | 14,67 % | 2e   | 16 / 165  |

## Symboles
Sa couleur est le bleu. Le symbole du parti, un épi de mil de couleur or, figure au centre de son drapeau bleu.

## Organisation

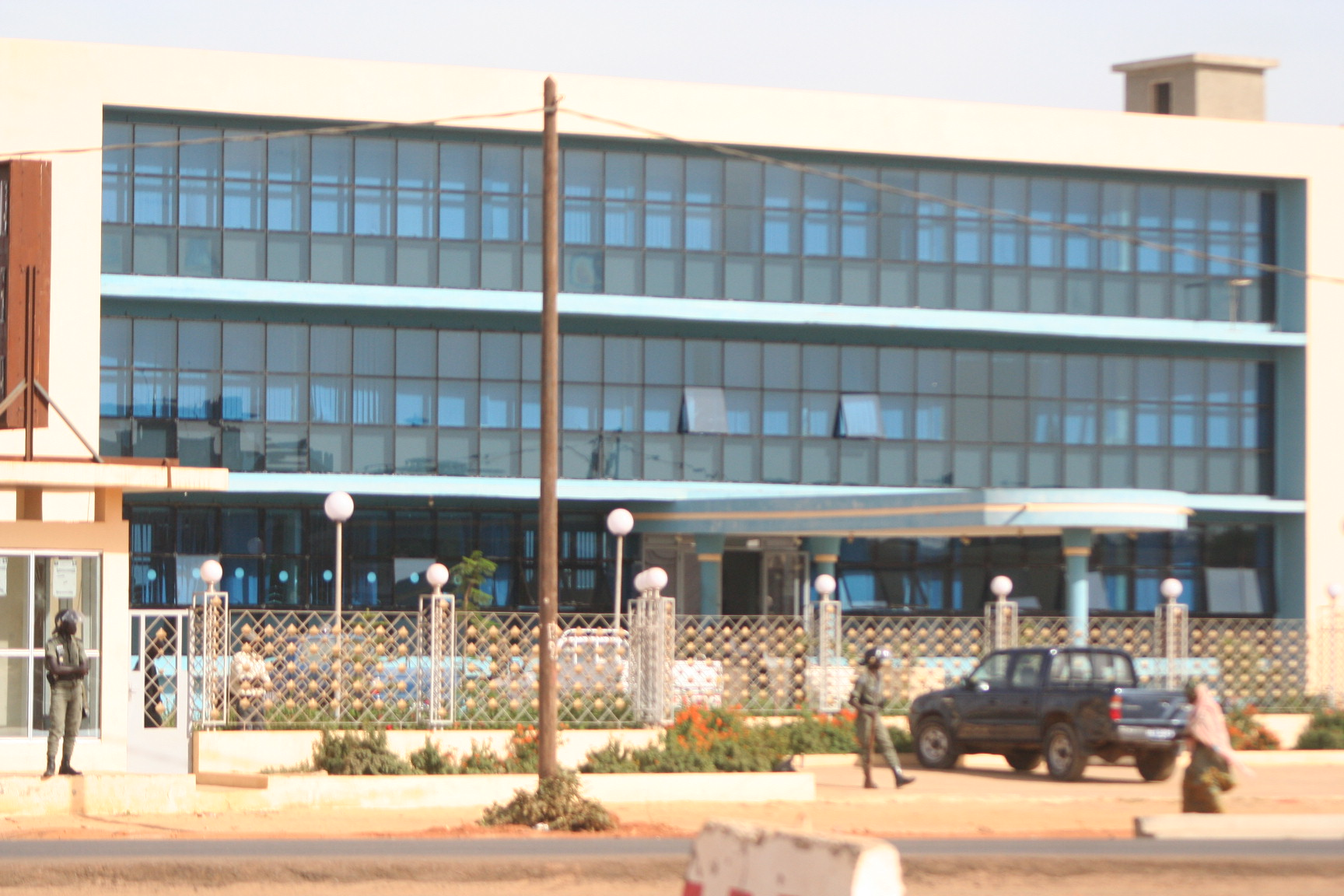
Permanence Oumar Lamine Badji à Dakar.

Son siège se trouve à Dakar.

## Publications
- Propositions pour un code électoral démocratique, Dakar, 1986, 14 p.
- Sénégal : la fraude électorale institutionnalisée, 1986, 40 p.